# Ryan Lochte
Ryan Steven Lochte (født 3. august 1984 i Canandaigua, New York) er en amerikansk svømmer og olympisk mester fra USA. Han deltog ved Sommer-OL 2004 i Athen, hvor han var med til at vinde guld på 4x100 meter fri. Under Sommer-OL 2008 i Beijing vandt han guld i samme disciplin. Han vandt også guld i 200 m ryg i Beijing. Han vandt olympisk guld ved Sommer-OL 2012 i London i 400 m medley.